# Madhuca crassipes
Madhuca crassipes är en tvåhjärtbladig växtart som först beskrevs av Jean Baptiste Louis Pierre och Odoardo Beccari, och fick sitt nu gällande namn av Herman Johannes Lam. Madhuca crassipes ingår i släktet Madhuca och familjen Sapotaceae. Inga underarter finns listade i Catalogue of Life.